# Tachyempis adunca
Tachyempis adunca är en tvåvingeart som beskrevs av Collin 1933. Tachyempis adunca ingår i släktet Tachyempis och familjen puckeldansflugor. Inga underarter finns listade i Catalogue of Life.